# Louis Petit de Bachaumont

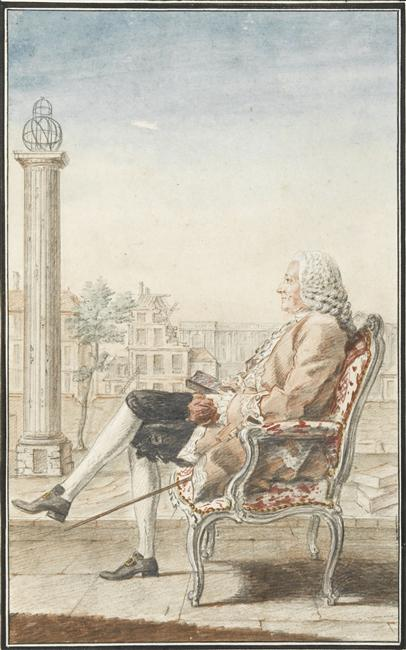
Louis Petit de Bachaumont gezeichnet von Louis Carmontelle, ca. 1748; im Hintergrund sieht man die Säule der Caterina de’ Medici am Hôtel de Soissons

Louis Petit de Bachaumont (* 2. Juni 1690 in Paris; † 29. April 1771 ebenda) war ein französischer Schriftsteller und Kunstkritiker.

## Leben
Als Sohn eines Beamten der königlichen Finanzverwaltung wuchs Bachaumont am Hof in Versailles auf und wurde durch seinen Großvater erzogen, der Leibarzt des Prince de Conti und des Dauphin war. Bevor er sich einen Namen als Schriftsteller und Salonkritiker erwarb, war er gern gesehener Gast in den Pariser Salons, unter denen er vor allem den Salon der Mme Doublet besuchte. In diesen Salons sammelte er die Neuigkeiten, die er anschließend in Briefform weiterleitete und so ein Informationsnetzwerk aufrechterhielt. Unter seinem Namen erschienen auf diese Weise die berühmten Mémoires secrets, die noch heute eine wichtige Quelle für das Verständnis des 18. Jahrhunderts in Paris sind. Verfasser dieser Mémoires secrets war allerdings Pidansat de Mairobert, der nicht als offizieller Autor fungieren wollte.
Bachaumont nahm aktiv Teil am Kunstleben der Stadt Paris, die sich in privaten Zirkeln wie zum Beispiel im Salon des Pierre Crozat trafen, und stritt unter anderem für eine Wiederbelebung der französischen Historienmalerei. Er tritt als Verfasser verschiedener Werke zur Kunst und Architektur wie dem Essai sur la peinture, la sculpture et l’architecture (1751) und des Mémoire sur la vie de M. l’abbé Gédoyn in Erscheinung.
Bachaumont war der Spiritus rector des Salons der Mme Doublet. Er konnte dauerhaft rund 30 Habitués an ihren Salon binden. Die hier zusammenlaufenden Nachrichten und Klatschgeschichten wurden gesammelt und – oft unter seiner Federführung – als nouvelles à la main handschriftlich und geheim auf Nachrichtenblättern an Abonnenten weiterverbreitet. Auf diese Weise konnten sie der Zensur entgehen. 
1748 rettete er die Colonne Médicis vor der Zerstörung und schenkte sie der Stadt Paris.